# Sidi Ghiles
Sidi Ghiles è un comune dell'Algeria, situato nella provincia di Tipasa.